# 5-ортоплекс
| 5-ортоплекс                                                                           | 5-ортоплекс                   |
| ------------------------------------------------------------------------------------- | ----------------------------- |
| 5-ортоплекс (стереографическая проекция на трёхмерное пространство диаграммы Шлегеля) |                               |
| Тип                                                                                   | Правильный пятимерный политоп |
| Символ Шлефли                                                                         | {3,3,3,4}                     |
| 4-мерных ячеек                                                                        | 32                            |
| Ячеек                                                                                 | 80                            |
| Граней                                                                                | 80                            |
| Рёбер                                                                                 | 40                            |
| Вершин                                                                                | 10                            |
| Вершинная фигура                                                                      | Шестнадцатиячейник            |
| Двойственный политоп                                                                  | 5-гиперкуб                    |

5-ортоплекс, или пентакросс, или триаконтадитерон, или триаконтидитерон — пятимерное геометрическое тело, правильный политоп, имеющий 10 вершин, 40 рёбер, 80 граней - правильных треугольника, 80 правильнотетраэдрических 3-гиперграней, 32 пятиячейниковых 4-гиперграней. 5-ортоплекс — это один из бесконечного множества гипероктаэдров — политопов, двойственных гиперкубам. 5-ортоплекс представляет собой пятимерную 16-ячейниковую гипербипирамиду.

## Декартовы координаты
В Декартовой системе координат вершины 5-ортоплекса с центром в начале координат имеют следующие координаты: (±1,0,0,0,0), (0,±1,0,0,0), (0,0,±1,0,0), (0,0,0,±1,0), (0,0,0,0,±1).
Каждые две вершины 6-ортоплекса (кроме противоположных) соединены ребром.